# Les Martres-de-Veyre

Les Martres-de-Veyre este o comună în departamentul Puy-de-Dôme, Franța. În 1 ianuarie 2022 avea o populație de 3.786 de locuitori.